# カナポリス駅
カナポリス駅（英語：Kannapolis Station）はアメリカ合衆国ノースカロライナ州カナポリス サウス・メイン・ストリート201にある駅。 全米各地を結ぶ旅客鉄道のアムトラックが乗り入れている。

## 概要
現在のカナポリス駅は2004年12月先行開業し、2005年2月23日にグランドオープンした。この駅舎は仮設駅舎を置き換え旧駅の場所に建てられた。アムトラックの施設に加えて、市議会や委員会のための会議室を提供している。建設費用の負担はノースカロライナ州の資金が310万ドルの内、90％を占め、残りの資金はカナポリス市 (10万5千ドル) 、カバラス郡 (6万ドル) 、キャノン財団 (7万5千ドル) が拠出した。

## 利用可能な鉄道路線／列車
アムトラックの停車する列車は下記の通り。
ニューヨークとシャーロット間の昼行長距離列車カロリニアン号 …1日1往復停車
ローリーとシャーロット間の昼行中距離列車ピードモント号 …1日2往復発着

## バス
当駅から乗車できるバスは以下の通り。
路線バス：コンコード・カナポリス地区交通局 (Concord Kannapolis Area Transit) …ブラウン・ルート